# كارتال أوزميزراك
كارتال أوزميزراك (بالتركية: Kartal Özmızrak)‏ مواليد 29 أغسطس 1995 في إسطنبول، تركيا، هو لاعب كرة سلة تركي. بدأ مسيرته الاحترافية في سنة 2011. يلعب في الدوري التركي لكرة السلة كلاعب هجوم خلفي. يبلغ طوله 6 قدم 2 بوصة (1.9 م).

## الإنجازات
- الدوري التركي لكرة السلة: 2011-12
- كأس تركيا لكرة السلة: 2011–12
- كأس رئيس تركيا لكرة السلة: 2012
- 2011–12

## روابط خارجية
- كارتال أوزميزراك على موقع الاتحاد الدولي لكرة السلة (الإنجليزية)
- كارتال أوزميزراك على موقع كرة السلة الأوروبية.كوم (الإنجليزية)
- كارتال أوزميزراك على موقع ريلجم (الإنجليزية)
- كارتال أوزميزراك على موقع بروبوليرز (الإنجليزية)
- كارتال أوزميزراك على موقع سبورتس رفرنس (الإنجليزية)